# Chajjim Bar-Lew
Chajjim Bar-Lew (hebr.: חיים בר-לב, ang.: Haim Bar-Lev, ur. 16 listopada 1924 w Wiedniu w Austrii, zm. 7 maja 1994 w Tel Awiwie w Izraelu) – izraelski dowódca wojskowy w stopniu generała porucznika (raw alluf), oficer dyplomowany Sił Obronnych Izraela, w latach 1968–1972 szef Sztabu Generalnego Sił Obronnych Izraela, później minister w kolejnych rządach.

## Życiorys

### Młodość
Urodził się jako Chajjim Brotzlewski w żydowskiej rodzinie w Wiedniu, w Austrii. Dorastał w Zagrzebiu w Jugosławii (obecna Chorwacja). W 1939 przyłączył się do piątej alii i wyemigrował do Mandatu Palestyny. W 1942 ukończył szkołę rolniczą Mikwe Jisra’el.

### Służba wojskowa
W 1942 wstąpił do żydowskiej organizacji paramilitarnej Hagana. Służył w różnych jej oddziałach, przechodząc między innymi specjalistyczne szkolenie w Palmach. Ukończył szkolenia pilotażu samolotów i spadochroniarstwa. Uczestniczył w licznych operacjach Hagany. W 1946 został dowódcą kompanii D Palmach i wykonał rozkaz wysadzenia mostu Allenby Bridge w pobliżu Jerycha. Uniemożliwiono w ten sposób przejście arabskiej milicji z Transjordanii do Mandatu Palestyny. Podczas wojny domowej w Mandacie Palestyny w 1947 został dowódcą 8 Batalionu Palmach, który należał do Brygady Negew z siedzibą w kibucu Ce’elim w zachodniej części pustyni Negew. W 1948 został oficerem operacyjnym Brygady Negew.
Podczas wojny o niepodległość jednostki Hagany stały się oddziałami Sił Obronnych Izraela. W trakcie tej wojny Bar-Lew wziął udział w bitwie o kibuc Nirim i dowodził batalionem w operacji Horew. W 1952 został mianowany oficerem operacyjnym w Północnym Dowództwie, i w 1954 objął dowództwo nad Brygadą Giwati. Podczas kryzysu sueskiego w 1956 został w trybie awaryjnym przeniesiony na stanowisko dowódcy 27 Brygady Pancernej (jednostka rezerwowa 77 Dywizji), która najpierw zdobyła Strefę Gazy, a następnie śmiałym manewrem weszła na półwysep Synaj i dotarła do Kanału Sueskiego. W tym samym roku ukończył Akademię Wojskową w Wielkiej Brytanii.

#### Dowódca Korpusu Pancernego
W lipcu 1957 został mianowany dowódcą Korpusu Pancernego i w październiku 1958 otrzymał awans na pułkownika (alluf miszne). W 1961 ukończył studia na Uniwersytecie Columbia w Nowym Jorku na kierunku zarządzania biznesem. W 1964 został szefem zarządzania operacyjnego w Sztabie Generalnym Sił Obronnych Izraela. W 1966 podjął studia polityczne w Paryżu we Francji.
W maju 1967 został zastępcą szefa Sztabu Generalnego.

#### Szef Sztabu Generalnego
W dniu 1 stycznia 1968 został mianowany szefem Sztabu Generalnego Sił Obronnych Izraela.
Podczas wojny na wyczerpanie w październiku 1968 rozpoczął budowę pasa umocnień i fortyfikacji wzdłuż Kanału Sueskiego. System fortyfikacji nazwano Linią Bar-Lewa od nazwiska szefa sztabu generalnego. Linia obronna składała się z ziemnych szańców i bunkrów obserwacyjnych wzniesionych wzdłuż kanału. W najbardziej prawdopodobnych miejscach przeprawy wybudowano dodatkowe umocnienia ziemne. Szańce ziemne wznosiły się na wysokość 20 metrów nad poziom wody, a ich nachylenie sięgało 45 stopni. Każdy punkt obserwacyjny był obsadzony przez 15 żołnierzy. Ich zadaniem było danie ostrzeżenia przy jakiejkolwiek próbie egipskiej agresji. Na bezpiecznych pozycjach z tyłu umocnień znajdowały się jednostki pancerne oraz artyleria. W ciągu 24 godzin można było zmobilizować brygady rezerwy, dla których przygotowano na półwyspie Synaj magazyny z uzbrojeniem i amunicją. Mogły one przeprowadzić natychmiastowy kontratak, włącznie z desantem na zachodni brzeg Kanału Sueskiego. W rejonie fortyfikacji wybudowano liczne bunkry i schrony przeciwlotnicze. Linię przecinały zapory przeciwpancerne oraz pola minowe o szerokości do 200 metrów. Budowę Linii Bar-Lewa ukończono do sierpnia 1970. Całość kosztowała 500 mln USD.
1 stycznia 1972 Chajjim Bar-Lew zakończył swoją służbę i odszedł do pracy cywilnej. 5 marca został mianowany ministrem handlu i przemysłu w rządzie premier Goldy Meir.
Wraz z wybuchem wojny Jom Kipur, 6 października 1973 powrócił do służby wojskowej w stopniu generała majora (alluf). W pierwszych dniach wojny był głównym doradcą w Północnym Dowództwie, a 10 października objął dowództwo Południowym Dowództwie. Dzięki jego decyzjom udało się ustabilizować sytuację na południowym froncie, a następnie przejąć inicjatywę strategiczną.

### Kariera polityczna
Po zakończeniu wojny Jom Kipur powrócił do pracy jako minister handlu i przemysłu (1972–1977), oraz minister rozwoju (1974) w rządach Goldy Meir i Icchaka Rabina. Wziął udział w wyborach parlamentarnych 1977 i z ramienia Koalicji Pracy był członkiem Knesetu do 1992. W latach 1978–1984 był sekretarzem generalnym Koalicji Pracy. W latach 1984–1990 pełnił obowiązki ministra bezpieczeństwa wewnętrznego.
W 1992 został ambasadorem nadzwyczajnym i pełnomocnikiem Izraela w Rosji. Funkcję tę pełnił aż do swojej śmierci 7 maja 1994 (nowotwór).
Jego syn Omer również zasiadał w Knesecie.